# 臺中市立大甲工業高級中等學校
臺中市立大甲工業高級中等學校（英語：Taichung Municipal Dajia Industrial Senior High School），簡稱「大甲高工」，是一所位於臺灣臺中市大甲區的技術型高級中等學校，創建於1937年。校地廣闊，是臺中市校地面積僅次於國立中興大學附屬臺中高級農業職業學校的第二大高中職。

## 校史
1937年4月1日創校，名為「大甲農業國民學校」，修業兩年。1941年4月，改名為「大甲實踐農業學校」。1944年至1945年，正值二戰末期，學制稍亂，大甲高工校名除原「大甲實踐農業學校」外，又稱「大甲農業青年學校」或「大甲中級農業職業補習學校」。
1946年4月，改制為「臺中縣立大甲初級農業職業學校」，修業三年。1954年8月，易名為「臺中縣立大甲示範農業學校」。1957年8月，改名為「臺中縣立大甲農業職業學校」，為五年一貫制。1962年，增設招收初中畢業生之農科，修業三年。1968年8月，改制為「臺灣省立大甲高級農業職業學校」。1969年8月，改名為「臺灣省立大甲高級農工職業學校」。1978年8月，改名為「臺灣省立大甲高級工業職業學校」。1986年8月，增設附設補校。1996年8月，增設高職特殊教育實驗班。2000年2月，因精省而改隸為「國立大甲高級工業職業學校」。2017年1月，改隸臺中市政府，更名「臺中市立大甲工業高級中等學校」。

## 歷任校長
| 任別   | 任職時間             | 姓名               |
| ------ | -------------------- | ------------------ |
| 第1任  | 1937年4月─1938年2月  | 岩元義盛           |
| 第2任  | 1938年3月─1940年3月  | 矢口卯兵           |
| 第3任  | 1940年4月─1941年3月  | 帆刈三喜           |
| 第4任  | 1941年4月─1945年11月 | 宮崎安一           |
| 第5任  | 1945年12月─1957年2月 | 劉金扁（民國首任） |
| 第6任  | 1957年3月─1960年3月  | 陳潔               |
| 第7任  | 1960年4月─1967年10月 | 張功鑄             |
| 第8任  | 1967年11月─1982年1月 | 沙鎮安             |
| 第9任  | 1982年2月─1986年1月  | 張紹焱             |
| 第10任 | 1986年2月─1992年7月  | 黃湘房             |
| 第11任 | 1992年8月─2000年7月  | 蔡豐村             |
| 第12任 | 2000年8月─2004年7月  | 林清章             |
| 第13任 | 2004年8月─2012年7月  | 王誠隆             |
| 第14任 | 2012年8月─2016年7月  | 周江賜             |
| 第15任 | 2016年8月─2024年7月  | 簡慶郎             |
| 第16任 | 2024年8月─現任       | 楊仁聖             |

## 校內單位

### 教學單位
分為4群，設有7科，分別為：
- 機械群
  - 機械科
  - 製圖科
- 電機電子群
  - 電機科
  - 電子科
  - 資訊科
- 土木建築群
  - 建築科
- 特殊教育
  - 餐飲服務科

### 行政單位
- 教務處
- 學務處
- 總務處
- 實習處
- 圖書館
- 輔導室
- 進修部
- 教官室
- 會計室
- 人事室

## 校友
- 劉銓忠（1957年農科）：曾任立法委員、臺中縣議員、大甲鎮鎮民代表。

## 影視取景
- 2011年電影《命運化妝師》
- 2019年電影《下一任：前任》

## 外部連結
- 臺中市立大甲工業高級中等學校 （页面存档备份，存于）